# ミャンマーの民兵組織
ミャンマーの民兵組織（ミャンマーのみんぺいそしき）について詳述する。民兵とは正規の軍人ではない民間人を軍事要員として編成した武装組織のことである。民兵組織（民兵団）には国軍に所属するものと、少数民族武装勢力に所属するものに大別できるが、前者は国軍を補完する存在として、国内の治安維持活動において大きな役割を果たしてきた。

## 歴史

### 独立前（1930年 - 1948年）
英領インド（ビルマ）時代、ビルマ族は正規軍である英領インド（ビルマ）軍から排除されていた。そこでビルマ族の民族主義者たちは、「タッ（ミャンマー語で「軍隊」の意味）」と呼ばれる私的な軍隊を結成、1930年代半ばまでに多くの民族主義組織や宗教組織が独自のタッを結成した。最初に結成されたタッは、1930年にウー・マウンジーという政治家が結成したイェタッ（勇敢な軍隊）である。アウンサンのわれらビルマ人連盟（タキン党）もビルマ・レッヨンタッ（Burma Letyone Tat）というタッを結成した。他にも大学の学生組合が結成したタンマニタッ（Thanmani Tat、鋼鉄軍）、ウー・ソーが結成したガロンタッ（Galon Tat）、バー・モウが結成したダマタッ（Dahma Tat）、ヤンゴンのヒンドゥー教徒が結成したアーリアン・ヴィール・ダル（Aryan Veer Dal、勇敢なアーリア人部隊）、1940年にウー・プー首相のシンパがマンダレーで結成したタタナ・アリンヤウン（Thathana Alingyaung、宗教の光）、シャン州・セインニの首長（ツァオパー）がコーカン、パンセン 、モンポー（Mong Paw）の地元有力者に結成させた民兵団などがあった。彼らは銃器の携帯は許可されなかったが、竹槍などを使って大規模な軍事訓練を行い、デモ、ストライキ、選挙の際に用心棒の役割を果たした。また時折、揃いの制服を着て、ヤンゴン、マンダレー、パコック、シュウェボ、ミンジャン、イェナウンジャウンなどの大都市をパレード行進した。イギリス当局も、彼らが脅威ではなかったこと、インドからミャンマーを分離する話が進められており、ミャンマー独自の軍隊を組織するためにはビルマ族の徴兵が不可欠であったことなどから、タッの存在を容認し、イギリス総督はウー・マウンジーのイェタッのパレードを2度視察し、イギリスが組織したラングーン防衛義勇軍にイェタッを編入した。
1945年の日本軍撤退後もタッの伝統は続き、治安が悪化したカレン州ではイギリス当局が「平和ゲリラ（Peace Guerillas）」という小規模な民兵組織の設立を承認した。アウンサンも新生ミャンマー軍（以下、国軍）に採用されなかった元ビルマ愛国軍（PBF）の兵士を人民義勇軍（PVO）という私兵組織に再編した。またビルマ社会党の政治家やダコイット（Dacoits）と呼ばれた盗賊団が結成した民兵団もあった。
M.P.キャラハンは、タッの存在は（１）20世紀を通じてミャンマーの政治活動家、政治組織などが「私兵」「ポケット軍」「政党軍」を組織する伝統を育んだ（２）植民地支配下で「（英植民地政府の）協力者」と「民族主義者」との境界を明確にした（３）軍事用語、制度、シンボルがビルマ化されたという3つの意義があったと述べている。これらはイェタッとレチョネタッのメンバーによってミャンマー語に翻訳され、1936年にレッヨンタッが作成した綱領は、規則、規律、階級、将校の特権、訓練、コミュニケーション、およびレッヨンタッとタキン党との関係が明記され、当時、ミャンマーでもっとも信頼できる軍隊の綱領と言われていたのだという。

### 独立初期（1948年 - 1962年）

#### シッウンダン
独立直後、ビルマ共産党（CPB）、PVO、カレン民族防衛機構（KNDO）などが反乱を起こし、ミャンマー全土に反乱の嵐が吹き荒れ、ウー・ヌ政権はラングーン周辺の半径10km以内のみを実効支配するだけで、ビルマ政府ならぬ「ラングーン政府」と揶揄される事態に陥った。この際、警察を傘下に置く内務省の大臣だったチョーニェインは、社会党の民兵団を再編して特別警察予備隊を組織。1949年1月4日には、これを拡大してウー・ヌ主導で「シッウンダン（Sitwundan、「軍のポーター」の意味）」という民兵組織を設立し、その権限を陸軍省に移譲して、アウンジー准将を責任者に任命した。当時、国軍総司令官はカレン族のスミス・ダンだったので、この人事は国軍のカレン族将校たちには挑発行為と受け取られた。シッウンダンは18地区で編成され、そのうち6つはKNDOの拠点、10はCPBまたはPVOの拠点に配備され、ネ・ウィン率いる第4ビルマライフル部隊、そして第5ビルマライフル部隊の97人の兵士が彼らの指導のために派遣された。社会党のネットワークを生かして、1949年までにシッウンダンは26大隊に1万3,000人にまで拡大した。
しかし、シッウンダンの隊員の質は「巨大な浄化槽のよう」と揶揄されるほど低く、軍事訓練もほとんど受けず、規律も低かった。1948年のクリスマスイブには、タニンダーリ地方域・ミエィク県・パローで、シッウンダンが礼拝中のカレン族のキリスト教徒80人を殺害する事件が発生、同時期、近隣の村でも同様の攻撃があり200人のカレン族が殺害された。脱走兵も多く、1951年広範までに1,200 人以上の隊員がKNDOまたはCPBに寝返ったため、陸軍省はパコック、マグウェ、ミンブー、タイェッ、ミンジャン、マンダレー、メイッティーラ、サンドウェ、チャウピューの9つの地区のシッウンダン部隊を解散した。1956年にシッウンダンは正式に国軍に吸収された。

#### レビー
またシッウンダンとは別に、ウー・ヌは、全国で「レビー（Levies、「徴兵」の意味）」という準軍事組織の編成も承認し、1953年までにシャン州北部のシャン族とカチン族の村々で、ツァオパーたちが義勇防衛軍という民兵団を結成した。

#### ピューソーティー

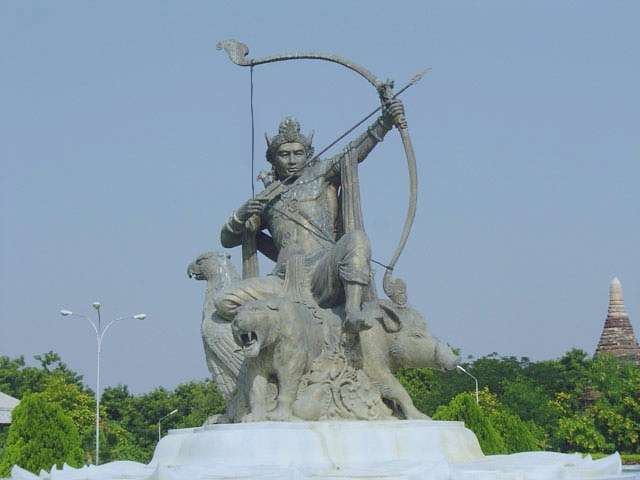
ピューソーティー王

1955年、シッウンダンの廃止と同時に、今度は陸軍省主導で「ピューソーティー」という民兵組織を設立した。同組織の名前の由来は、パガン朝の伝説の王・ピューソーティーである。これは、海外留学した国軍将校がイスラエルとユーゴスラビアで学んだ領土軍をモデルとしており、規律が低かったシッウンダンの反省を踏まえ、監督官庁として国家警備隊総局（Directorate of National Guard Forces）が設立され、直接、国軍の地方司令官の指揮下に置かれた。その目的は、反乱ゲリラの拠点や強盗団を一掃するという退屈な作業から国軍を解放することだっだ。
しかし徴兵はシッウンダンと同じく、社会党シンパの地方有力者のネットワークを使わざるをえず、彼らは最高レベルの人材は提供しなかったので、隊員の質に改善は見られなかった。また1956年頃から反ファシスト人民自由連盟（AFPFL）内の清潔派と安定派の派閥争いが激化すると、ピューソーティーは両派の私兵団のような様相を呈し、各地で衝突した。このため1958年9月、ウー・ヌはピューソーティーの解散に踏み切ったが、その多くは武装解除に抵抗した。

### ネ・ウィン時代（1962年 - 1988年）
1962年から1988年まで続いたネ・ウィン時代には、「ピィトゥシッ（Pyithusit、人民民兵）」「タ・カ・サ・パ（Ta Ka Sa Pha、反乱鎮圧部隊）」そして「カクェイェー（Ka Kwe Ye: KKY、「防衛」という意味）」という3つの民兵団が存在した。

#### ピィトゥシッ、タ・カ・サ・パ
ピィトゥシッとタ・カ・サ・パは、この時期策定された国軍の軍事ドクトリン・人民戦争理論を体現するものだった。ピィトゥシッは、後述する「国軍支援コミュニティ民兵」で、1960年代に反乱鎮圧戦略の一環として設立され、国軍の統制下に置かれた。メンバーはほとんどが農民だったが、彼らは訓練も装備も不十分で、主に国軍支配下のミャンマー中央部・南部で村の防衛に従事したり、案内人や情報提供者として活動するにとどまった。タ・カ・サ・パは「国軍非統合民兵」で、国軍による統制は弱く、ほとんど訓練も受けていなかった。主にシャン州南部やカレン州など反乱軍が活発な地域で活動した。
1973年1月23日には監督官庁として人民民兵・広報局（Directorate of Public Relations and People’s Militias）が設立され、1974年に制定された憲法の第171条「すべての国民は、法律に従い、軍事訓練を受け、国家防衛のために兵役に服する」の条項により、両民兵組織に法的根拠が与えられた。1974年の時点で212の郡区と1,831の村で両民兵組織が設立され、6万7,736人の隊員と1万5,227丁の銃器を装備していたのだという。1980年に恩赦で釈放された、後述するロー・シンハンもピィトゥシッとなった。その後も1980年代を通じて、CPB対策として主にシャン州で民兵組織は拡大し続けた。

#### カクェイェー

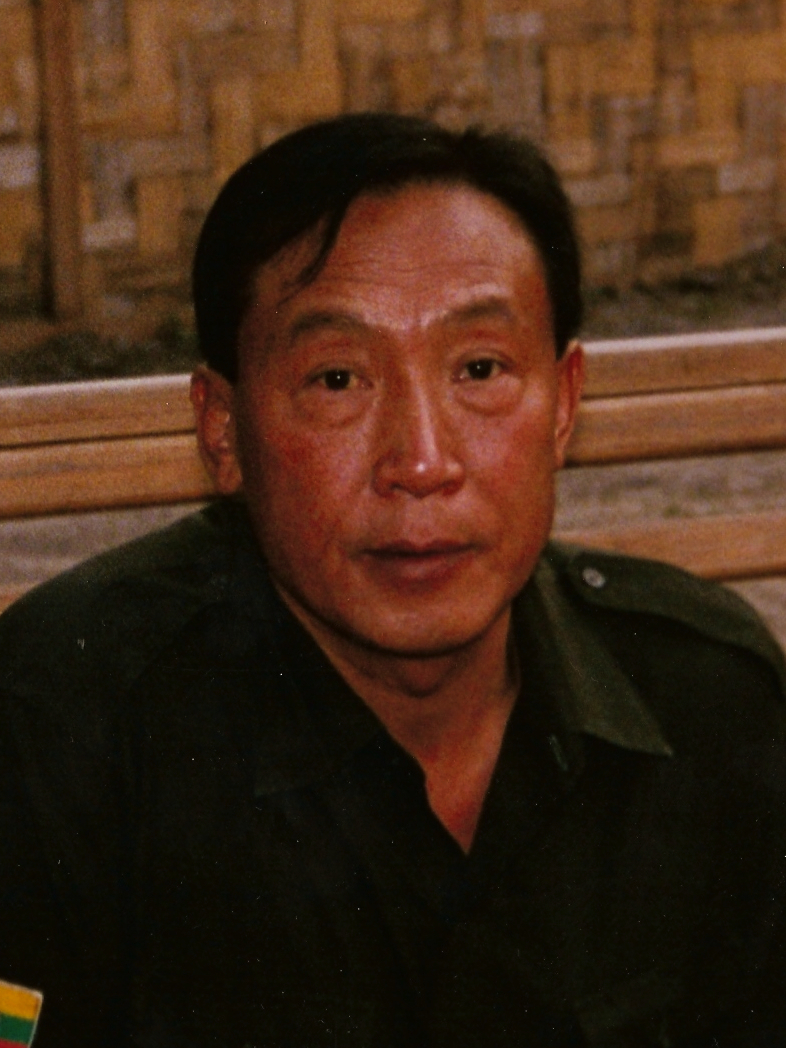
クン・サ

一方、カクェイェー（以下、KKY）は、シャン州の武装勢力を弱体化させることを目的として1963年に導入された。これは反乱軍と戦うことの見返りにシャン州内の政府管理のすべての道路と町をアヘン密輸のために使用する権利が与えるという制度で、麻薬取引でKKYが経済的自立しつつ、反政府武装勢力と戦うことを政府は期待しており、兵力不足と財政難を解決する一石二鳥の策のはずだった。
KKYの司令官として地元の軍閥、非政治的な山賊や私兵の司令官、亡命した反政府勢力などがリクルートされ、最終的には20ほどのKKYが結成され、その中にはのちに「麻薬王」として名を馳せるロー・シンハンやクン・サ、のちにワ民族軍（WNA）を結成するマハサンがいた。彼らは麻薬生産・密売で巨万の富を築き、タイやラオスのブラックマーケットで高性能兵器を入手して武装した。また当地に駐屯した国軍もアヘン商隊に対する通行税や護衛費や賄賂などで巨額の利益を得た。しかし、このようにKKY司令官、国軍ともに麻薬取引を拡大させるインセンティブが働き、しかも彼らは反乱軍と戦闘を交えず交渉で問題解決を図る傾向が強かったので、反乱軍の弱体化という当初の目的は果たせなかった。また闇経済の拡大により、アヘンと引き換えにタイ国境で入手できる消費財、繊維製品、機械類、医薬品などがミャンマー国内で高額で売れたことで麻薬取引のインセンティブがさらに高まり、1974年頃にはシャン州含む周辺のタイ・ラオス一帯は世界のアヘン生産の3分の1を占めるに至り、黄金の三角地帯と呼ばれるアフガニスタンに次ぐ世界第2位のアヘンの一大生産地となる皮肉な結果となった。1973年までにKKYはシャン州で生産されるアヘンの約95%を輸送していたと言われている。
このようにKKY制度はまったく役立たず、またアメリカが1970年代に入り「麻薬戦争」を本格し、KKYに対する国際的非難が高まったこともあり、KKYは1973年1月4日に廃止された。国軍は、KKYに対し、1973年4月までに武装放棄して解散するか、国軍に加わるかの選択を迫り、小規模なグループは命令にしたがったが、ロー・シンハンやマハサンなどは命令を拒否して、シャン州軍（SSA）との連携を模索した。

### SLORC/SPDC時代（1989年 - 2010年）
1989年、国家法秩序回復評議会（SLORC）はCPBの残党・ワ州連合軍（UWSA）、ミャンマー民族民主同盟軍（MNDAA）、民族民主同盟軍（NDAA）、カチン新民主軍（NDA-K）と停戦合意を結んだのを皮切りに、長年反目し合っていた少数民族武装勢力と続々と停戦合意を結んだ。停戦グループには、国軍が「主要武装グループ」と呼ぶ少数民族武装勢力と、「小規模武装グループ」と呼ぶ少数民族武装勢力の分派があり、後者の武装勢力は停戦合意後、民兵団に転じた組織が多かった。1990年4月1日には、監督官庁の人民民兵・広報局を人民民兵・地域軍局（Directorate of People’s Militias and Territorial Forces）に再編した。
この頃には、ピィトゥシッやタ・カ・サ・パといった従来の民兵組織は解散させられ、四断作戦（four cuts）で作られた戦略村の住民が必要に応じて徴兵されるだけでだったが、国軍は、連邦団結発展協会（USDA）、補助消防団、ミャンマー警察、赤十字協会を補助部隊として組織し、チン州、シャン州、カチン州、カレン州、モン州、タニンダーリ地方域など非ビルマ族居住地域で、これらの組織を通じて民間人を対象に民兵訓練を実施していた。

### 民政移管後（2011年 - 2020年）
2008年憲法にもとづいて国軍は、停戦合意を結んだ少数民族武装組織に国境警備隊（BGF）に編入するように要請。NDA-K、MNDAA、DKBA、カレンニー民族人民解放戦線（KNPLF）の4つの少数民族武装勢力と、いずれもシャン州に拠点を置く民兵団がこれに応じてBGFに編入した。
もう１つ、BGFとは別に、国軍は、小規模な武装組織に人民民兵部隊（People’s Militia Forces：PMF）への編入を求めた。BGFとPMFとの違いは、後者は国軍兵士との統合を求められないことである。PMFは、他の武装組織に関する情報収集、困難な地形での行動支援、戦闘作戦支援などを通じて国軍を支援することが求められた。これに応じて、カチン防衛軍（KDA）やパオ民族軍（PNA）などの停戦組織だけでなくシャン州軍（北）（SSA-N）の分派が民兵団に再編された。

### 2021年クーデター後
2021年クーデター後、カレンニー州国境警備隊（旧KNPLF）が国軍と衝突したり、カレン州国境警備隊（旧DKBA）が国軍指揮下を離脱してカレン民族軍（KNA）と改組されたり、国境警備隊の動きは慌ただしいが、人民民兵部隊（PMF）は大多数が国軍に忠誠を誓っている。また各地でピューソーティーの復活が伝えられている。

## 種類
民兵組織には、国民統合民兵（BGF）、国軍非統合民兵、国軍支援コミュニティ民兵、少数民族武装組織民兵の4種類ある。

### 国民統合民兵（BGF）
国軍の指揮系統下に組み込まれ、その活動は、領土内のEAOの監視、情報提供、道案内、戦闘への参加など、国軍の国防計画の一部をなす。部隊の326人メンバーのうち30人は国軍兵士で、そのうち3人は国軍将校でなければならない。指揮官は元のグループから出すが、2人いる副指揮官の1人は国軍将校でなければならない。一般に国軍将校は補給と兵站計画を管理する役職に就くことが多い。
国軍から兵器・物資の供給、国軍兵士と同等の給与の支払い、バス、鉄道、航空運賃の割引などの特典を受ける。活動地域は武装組織時代の領土をほぼ踏襲しているが、移動の自由に制限が課せられることもある。
経済活動は、各種課税、農業・工業プロジェクト、不動産、鉱業、伐採など多岐にわたるが、麻薬取引関与疑惑が取りざたされているBGFもある。

### 国軍非統合民兵
国軍非統合民兵は、BGFと同じく国軍の指揮下にあるものの、BGFのように国軍に完全に統合されていないことを特徴とする。かつては反政府武装組織で、国軍と停戦合意を結んだ後、民兵団に再編されたものである。統一された階級制度や規定の兵士数はなく、国軍が実施する軍事訓練への参加義務もなく、フルタイムで活動する義務もない。その代わり国軍からの兵器・物資の供給も、給与も支払われない。その規模は10人未満、100人前後、数百人と多様である。活動内容は治安維持、道案内、戦闘への参加などBGFとあまり変わらない。経済活動も各種課税、各種商業活動とBGFと大きく変わるところはない。またBGF同様、麻薬取引関与疑惑が取りざたされている。

### 国軍支援コミュニティ民兵
国軍支援コミュニティ民兵は、村長がコミュニティからメンバーを募集または選抜し、国軍によって訓練・武装された民間人で構成されている。地元の国軍部隊がその活動を監督・調整する。国軍指揮下に入る前は組織化されておらず、比較的小規模であることが国軍非統合民兵との違いで、かつてのピィトゥシッの延長線上にある。フルタイムでは活動せず、必要に応じて軍服を着用して、国軍から兵器を支給される。活動内容は村や町の治安維持で、警察や地方行政官と協力することもあり、地方自治体が税金でその活動を支援している。その活度内容は不明な点が多いが、ある公式報告では、ラカイン州に188、カレン州に189、モン州に190、シャン州に191、チン州に192、カチン州に193、そしてタニンダーリ地方域とバゴー地方域に194の国軍支援コミュニティ民兵団が存在するとしている。

### 少数民族武装勢力民兵
少数民族武装勢力を支援する民兵で、その規模、活動内容も多様である。KIOにはMungshawa Hypen Hpung(MHH)と呼ばれる民兵組織を運営している。KNUにはカレン民族防衛機構（KNDO）という民兵組織があるほか、Gher Khawという比較的小規模な民兵組織もある。

## 資料

### 1989年～2008年年までに国軍と停戦合意を結んだ「小規模武装グループ」
| 名前                                                     | 活動地域                       | 停戦後                         |
| -------------------------------------------------------- | ------------------------------ | ------------------------------ |
| ラサン・オンワー平和グループ                             | カチン州・ワインモー           | 2009年に民兵団に編入           |
| モン・タイ軍（MTA） - モンヒンモンハ（Mong Hin Mong Ha） | シャン州・タンヤン、モンヤイ   | 民兵団                         |
| MTA - マンパン（Man Pan）                                | シャン州・タンヤン             | 民兵団                         |
| モンパン（Mong Paw）民兵グループ                         | シャン州・ムセ                 | 民兵団                         |
| シャン州民族軍（SSNA）分派                               | シャン州                       | 解散、シャン州軍（南）に合流。 |
| MTA - シュエピィエイ（Shwe Pyi Aye）                     | シャン州・ペコン               | 民兵団                         |
| ホモン（Homong）（旧MTA）                                | シャン州・ナムサン             | 民兵団                         |
| マッチャン（Matkyan）（旧MTA）                           | シャン州・ナムサン             | 民兵団                         |
| ナヤイ（Nayai）（旧MTA）                                 | シャン州・ナムサン             | 民兵団                         |
| シャン州軍（南）・第758旅団                              | シャン州・ワンパン             | 民兵団                         |
| カレンニー民族民主党（KNDP）- ナガ（Na Ga）              | カレンニー州・ロイコー         | BGFと同盟                      |
| カレンニー民族平和発展党（KNPDP）                        | カレンニー州・ロイコー         | BGFと同盟                      |
| カレンニー民族連帯機構（KNSO）                           | カレンニー州                   | BGFと同盟                      |
| 民主カレン仏教徒軍（DKBA）                               | カレン州・ミャワディ           | BGF                            |
| カレン和平軍（KPF）（ハウンタヨー《Haungthayaw》）       | カレン州・Kyain Sekgyi         | BGF                            |
| カレン平和発展グループ（KPDG）（パドー・アウンサン）     | カレン州・パアン               | 民兵団                         |
| タンダウン特別公共軍（TDSPA）                            | カレン州・タンダンウジー       | 民兵団                         |
| 北タンダウン特別地域（NTDSR）                            | カレン州・タンダウン           | 活動停止                       |
| カレン民族同盟/カレン民族解放軍平和評議会（KPC）         | カレン州・コーカレイ           | 少数民族武装勢力               |
| モン平和機構（MPO）                                      | モン州・ミェイク               | 降伏                           |
| 新モン州党（NMSP）分派                                   | タニンダーリ地方域・コータウン | 降伏                           |
| アラカン軍（AA）                                         | ラカイン州・チャウトー         | 解散                           |

### 2009年～にBGFに再編されたグループ
| 番号 | 地域                               | 再編日        | 元組織                               |
| ---- | ---------------------------------- | ------------- | ------------------------------------ |
| 1001 | カチン州・チプウィ、ソロー         | 2009年11月8日 | NDA-K                                |
| 1002 | カチン州・チプウィ、ソロー         | 2009年11月8日 | NDA-K                                |
| 1003 | カチン州・ワインモー               | 2009年11月8日 | NDA-K                                |
| 1004 | カレンニー州・ロイコー、パーサウン | 2009年11月8日 | KNPLF                                |
| 1005 | カレンニー州・メセ、ボーラケー     | 2009年11月8日 | KNPLF                                |
| 1006 | シャン州・ラオカイ                 | 2009年12月4日 | MNDAA                                |
| 1007 | シャン州・モントン                 | 2010年3月30日 | ラフ民兵団（元ラフ民主同盟《LDU》）  |
| 1008 | シャン州・モンヤン                 | 2010年3月30日 | ラフ民兵団、ジャクニ（Jakuni）民兵団 |
| 1009 | シャン州・タチレク                 | 2010年5月18日 | ラフ民兵団                           |
| 1010 | シャン州・マッマン                 | 2010年5月20日 | マッマン民兵団                       |
| 1011 | カレン州・ラインブウェ             | 2010年8月18日 | DKBA                                 |
| 1012 | カレン州・ラインブウェ             | 2010年8月18日 | DKBA                                 |
| 1013 | カレン州・パプン                   | 2010年8月18日 | DKBA                                 |
| 1014 | カレン州・パプン                   | 2010年8月18日 | DKBA                                 |
| 1015 | カレン州・ラインブウェ             | 2010年8月20日 | DKBA                                 |
| 1016 | カレン州・ラインブウェ             | 2010年8月20日 | DKBA                                 |
| 1017 | カレン州・ミャワディ               | 2010年8月20日 | DKBA                                 |
| 1018 | カレン州・ミャワディ               | 2010年8月20日 | DKBA                                 |
| 1019 | カレン州・ミャワディ               | 2010年8月20日 | DKBA                                 |
| 1020 | カレン州・ミャワディ               | 2010年8月21日 | DKBA                                 |
| 1021 | カレン州・コーカレイ               | 2010年8月21日 | DKBA                                 |
| 1022 | カレン州・ミャワディ               | 2010年8月21日 | DKBA                                 |
| 1023 | カレン州・チャインセイジー         | 2010年8月21日 | カレン和平隊（KPF）                  |

### 2009年～にPBFに再編されたグループ
| 番号 | 地域                                     | 名称                                               | 備考                                 |
| ---- | ---------------------------------------- | -------------------------------------------------- | ------------------------------------ |
| 1    | カチン州・プータオ                       | ラワン民兵団                                       | 旧NDA-Kの分派・反乱抵抗軍（RRF）     |
| 2    | カチン州・ワインモー                     | ラワヤン（Lawa Yang）民兵団                        | 旧ラサン・オンワー和平グループ       |
| 3    | カチン州・ミッチーナー                   | タロージー（Tarlawgyi）民兵団                      | シャンニー族からなる民兵団           |
| 4    | シャン州・マントン                       | マントン民兵団                                     | 旧PSLF民兵                           |
| 5    | シャン州・ナムカム                       | ナムカム - ミョーマ（Namhkan Myo Ma）民兵団        |                                      |
| 6    | シャン州・ナムカム                       | パンセー（Pang Hsay）民兵団                        | コロンリショー                       |
| 7    | シャン州・ナムトゥー                     | ナムトゥー - ミョーマ (Namtu Myo Ma)民兵団         |                                      |
| 8    | シャン州・ムセ                           | モンコー民兵団                                     |                                      |
| 9    | シャン州・ムセ                           | チューコッ民兵団                                   |                                      |
| 10   | シャン州・ムセ                           | モンユー民兵団                                     |                                      |
| 11   | シャン州・ムセ                           | モンパン民兵団                                     | 旧モンパン民兵グループ（反政府）     |
| 12   | シャン州・クカイ                         | クカイ特別民兵団                                   |                                      |
| 13   | シャン州・クカイ                         | パンサイ民兵団                                     |                                      |
| 14   | シャン州・クカイ                         | タモニエ（Tarmoenye）民兵団                        | モンワン族                           |
| 15   | シャン州・クカイ                         | マンジェ（Manje）民兵団                            |                                      |
| 16   | シャン州・クカイ                         | シャウハウ（Shaw Haw）民兵団                       |                                      |
| 17   | シャン州・クカイ                         | 特別民兵団                                         |                                      |
| 18   | シャン州・クカイ                         | ナムパカ（Nampaka）民兵団                          |                                      |
| 19   | シャン州・クカイ                         | カウンカー民兵団                                   | 旧カチン防衛軍                       |
| 20   | シャン州・クンロン                       | クンロン民兵団                                     |                                      |
| 21   | シャン州・ラーショー、タンヤン           | マンパン（Manpang）民兵団                          |                                      |
| 22   | シャン州・シポー                         | モンケー（Mong Khay）民兵団                        | シャン州軍（北）の分派               |
| 23   | シャン州・シポー                         | センケオ（Sein Kyawt）民兵団                       | シャン州軍（北）の分派               |
| 24   | シャン州・タンヤン、モンヤイ             | モンヒンモンハ民兵団                               | 旧MTA - モンヒンモンハ               |
| 25   | シャン州・タンヤン                       | ナウンモー民兵団                                   |                                      |
| 26   | シャン州・タンヤン                       | モンカウン民兵団                                   |                                      |
| 27   | シャン州・タンヤン                       | ナウカウ（Naw Kaw）民兵団                          |                                      |
| 28   | シャン州・タンヤン                       | ナウンファ（Nawngpha）民兵団                       |                                      |
| 29   | シャン州・タンヤン                       | タンヤン - ミョーマ民兵団                          |                                      |
| 30   | シャン州・ライカ                         | ワンパン（Wantpan）民兵団                          | シャン州軍 (南)第758旅団分派グループ |
| 31   | シャン州・クンヒン（Khunhing）           | カーリ民兵団                                       | シャン州軍（北）の分派               |
| 32   | シャン州・モンピャ（Mongphayak）         | モンピャ民兵団                                     |                                      |
| 33   | シャン州・タチレク                       | モンハイ（Mong Hai）民兵団                         |                                      |
| 34   | シャン州・タチレク                       | メコン国境警備大隊                                 |                                      |
| 35   | シャン州・タチレク                       | ナムポン/ロートーカン（Nampong/Lo Taw Khan）民兵団 |                                      |
| 36   | シャン州・モンサッ                       | プナコ（Punakok）民兵団                            |                                      |
| 37   | シャン州・モントン                       | モントン民兵団                                     |                                      |
| 38   | シャン州・ナムサン                       | マッチャン民兵団                                   | 旧MTA                                |
| 39   | シャン州・ナムサン                       | ナープェ（Narpwe）民兵団                           |                                      |
| 40   | シャン州・ナムサン                       | ナヤイ民兵団                                       | 旧MTA                                |
| 41   | シャン州・ホーポン、シーセン、ピンラウン | PNA                                                |                                      |
| 42   | シャン州・ラーンコー                     | ホーモン民兵団                                     | 旧MTA                                |
| 43   | シャン州・ペコン                         | シュエピーエイ民兵団                               |                                      |
| 44   | シャン州・ペコン                         | カヤン民族守備隊（KNG）                            | カヤン新領土党（KNLP）の分派         |
| 45   | カレン州・パープン                       | パドー・アウンサン・グループ                       | 旧カレン平和発展グループ（KPDG）     |
| 46   | カレン州・タンダウン                     | タンダウン民兵団                                   |                                      |